# Philippe Nemo
Philippe Nemo (1949) è un filosofo francese.
È direttore del Centro di ricerche in Filosofia economica presso l'ESCP Europe, dove insegna.

## Opere tradotte in italiano
- Giobbe e l'eccesso del male. Con un contributo di Emmanuel Lévinas (2009)
- Etica e infinito. Dialoghi con Philippe Nemo con Emmanuel Levinas (2008)
- Che cos'è l'Occidente (2005)
- L'uomo strutturale (L'homme structurel), traduzione di Emilio Boccarini, Città Nuova Editrice, Roma 1979.